# Londonderry Air
Londonderry Air (em português: Canção de Londonderry) é um hino Irlandês, especialmente da Irlanda do Norte. Muito popular entre os emigrantes irlandeses é considerado por muitos o seu hino nacional (que não 
existe legalmente). 
A ária foi coligida por Jane Ross de Limavady, Condado de Londonderry, e foi publicado pela primeira vez pela Sociedade para a Preservação e Publicação das Melodias da Irlanda em 1855 na colectânea The Ancient Music of Ireland, editada por George Petrie, na qual aparece como sendo de autor anónimo.
Teve diversas letras. A mais popular foi Danny Boy ("Oh Danny Boy, the pipes, the pipes are calling") escrita pelo advogado inglês Frederick Edward Weatherly, em 1910 e adaptada à música em 1913. A letra é uma canção amorosa de uma mulher para um homem, ainda que seja por vezes, erroneamente, interpretada como um apelo às armas ou uma canção rebelde. No Brasil, há uma versão da música no Hinário Adventista chamada "Lindo País".

## Letra
A primeira letra adaptada à música foi, quase de certeza, The Confession of Devorgilla , conhecida também como "Oh! shrive me, father".
A canção passou a designar-se por Londonderry Air em 1894 quando Katherine Tynan Hinkson lhe adaptou a letra da sua Irish Love Song.